# 北陸コカ・コーラボトリング
北陸コカ・コーラボトリング株式会社（ほくりくコカ・コーラボトリング、英語: Hokuriku Coca-Cola Bottling Co., Ltd.）は、富山県高岡市に本社を置き、富山県、石川県、福井県、長野県を販売地域とする日本のコカ・コーラのボトラー。
中部地方他県の新潟県、山梨県、静岡県、岐阜県、愛知県および三重県については東京都港区にあるコカ・コーラボトラーズジャパンが製造・販売を担当している。
コカ・コーラグループとボトラーとの間には基本的に資本関係はなく、多くは地元企業によるエリアフランチャイズ運営となっており、当社も砺波市の酒造会社である若鶴酒造グループに属する。尚、先述のコカ・コーラボトラーズジャパンについては親会社であるコカ・コーラボトラーズジャパンホールディングスを通じて日本コカ・コーラが出資している。

## 沿革
- 1962年（昭和37年）6月 - 北陸飲料株式会社を富山県砺波市三郎丸に設立。
- 1963年（昭和38年）
  - 10月 - 商号を北陸コカ・コーラボトリング株式会社に変更。
  - 12月 - 富山県高岡市内島に本社工場を新設。
- 1964年（昭和39年）2月 - 本社を富山県高岡市内島3550番地に移転。
- 1965年（昭和40年）4月 - 「コカ・コーラ」ホームサイズ発売。
- 1967年（昭和42年）5月 - 本社工場2号びんライン稼働。
- 1970年（昭和45年）6月 - 石川県松任市水島町に石川工場を新設。
- 1972年（昭和47年）4月 - 石川工場2号びんライン（レギュラーサイズ専用）稼働。
- 1973年（昭和48年）2月 - 「ファンタオレンジ」「ファンタグレープ」500 mlびん発売。
- 1975年（昭和50年）
  - 5月 - 本社工場の名称を高岡工場に変更。
  - 福井県武生市今宿町に武生工場を新設し、缶製品の自社生産を開始。
  - 12月 - 石川工場1号びんラインをリットルサイズ専用に改造し生産開始。
- 1978年（昭和53年）2月 - 北陸キャンティーン株式会社を設立。
- 1979年（昭和54年）9月 - 武生工場リットルサイズライン稼働。
- 1981年（昭和56年）10月 - 武生工場リットルサイズラインを果汁レギュラーサイズ生産に対応。
- 1982年（昭和57年）
  - 5月 - 高岡工場「リアルゴールド」ライン稼働。
  - 6月 - 武生工場「ジョージア」缶ライン稼働。
- 1984年（昭和59年）1月 - 長野コカ・コーラボトリングの経営権を取得。
- 1985年（昭和60年）3月 - 武生工場「ジョージア」缶ラインを炭酸缶ラインから分離、独立化。
- 1986年（昭和61年）6月 - 石川工場1号びんラインを1.5リットルPETボトル生産に対応。
- 1987年（昭和62年）5月 - 武生工場缶ラインを350 mlサイズ生産に対応。
- 1989年（平成元年）2月 - 高岡工場閉鎖。
- 1993年（平成5年） 1月 - 北陸キャンティーン株式会社が長野コカ・コーラボトリング株式会社 キャンティーン事業部を吸収合併し、商号を北陸長野キャンティーン株式会社に変更。
- 1996年（平成8年）9月18日 - 砺波工場建設決定に伴い、砺波市長と北陸コカ・コーラボトリング社長が工場立地協定を締結[2]。
- 1997年（平成9年）12月27日 - 砺波工場が着工[2]。
- 1998年（平成10年）10月 - 石川工場を閉鎖し富山県砺波市東保に砺波工場を新設。
- 1999年（平成11年）
  - 4月8日 - 砺波工場が操業開始[2]。
  - 10月 - 長野コカ・コーラボトリング株式会社を吸収合併。
- 2000年（平成12年）9月 - 武生工場閉鎖。
- 2002年（平成14年）2月 - 石川県松任市水島町の旧・石川工場跡地に石川リサイクルセンターを新設。
- 2003年（平成15年）
  - 1月 - 砺波工場に無菌充填ペット製造ラインを増設。
  - 4月 - 本社社屋増改築工事竣工。情報システム部門を分社し、株式会社ヒスコムを設立。物流部門を分社し、北陸ロジスティクス株式会社を設立。石川県鹿島郡中島町（現：七尾市）に能登支店を新設。製造部門を分社し、北陸コカ・コーラプロダクツ株式会社を設立。
- 2004年（平成16年）6月 - 販売機器のメンテナンス、QC部門を分社し、北陸マシンテクノサービス株式会社を設立。飲料容器リサイクル部門を分社し、株式会社北陸リサイクルセンターを設立。北陸長野キャンティーン株式会社の商号を株式会社ベネフレックスに変更。石川マーケットサービスセンター改修工事竣工。
- 2006年（平成18年）
  - 1月 - GRN事業部（アジア太平洋地区への自販機展開担当）を分離、子会社の北陸フーズ（1976年12月設立）と統合してジー・アール・エヌ株式会社 (GRN) を設立[3]。
  - 6月 - 長野マーケットサービスセンター竣工。
  - 松本工場（旧長野コカ・コーラボトリング本社工場）閉鎖。

## 工場
- 砺波工場 (T→HTO→HT) - 富山県砺波市東保

すでに閉鎖の決定していた石川工場のびん・PET製品ラインを継承し、将来的に武生工場の缶ラインを統合することを視野に入れて1998年に建設された総合工場。びん、PET、無菌充填PET、缶製品のほか、「い・ろ・は・す」などのミネラルウォーター製品も生産可能な施設を有している。
当初は富山県西礪波郡福岡町（現：高岡市）大滝地内への設置を予定していたが、地下水の汲み上げによる井戸枯れの心配から断念した。
- 高岡工場（廃止）

本社併設工場として1963年に開設。晩年は「リアルゴールド」やスーパー300ボトルなどワンウェイびん製品の生産が主であったが、1989年に閉鎖された。その際パストライザー設備などは石川工場、ワンウェイびん用ボトルラベラーなど設備の一部は長野コカ･コーラボトリング更埴工場に移設された。将来的にキャンニングプラントとしての再開も構想されていたが、砺波工場建設・本社新社屋建設で立ち消えになった。工場跡地は後に売却されて、現在は「ひらせいホームセンター」が建っている。
- 石川工場 (A)（廃止）

1970年開設。びん・PET製品の製造拠点であった。機能を継承した砺波工場完成に伴い閉鎖。
- 武生工場 (F→HTA)（廃止）

1975年開設。「メローイエロー」や「HI-Cサンフィル」などびん製品も製造していたが、主に缶製品の製造拠点であった。長野コカ・コーラボトリングが北陸社の傘下に入ってからは同社販売分の缶製品の生産も行っていたが、需要が増大するにつれ対応できなくなり、これが松本工場のキャンニングプラントとしての再開に繋がることとなった。2000年に閉鎖。
- 松本工場 (NMA→HMA)（廃止）

旧長野コカ･コーラボトリング本社工場。武生工場閉鎖後は北陸社のメインキャンニングプラントとして炭酸・非炭酸・レトルトとあらゆる種類・サイズの生産を担当。2006年に閉鎖。その後砺波工場でも炭酸飲料の缶製品を製造できるようになった。

## 関連会社
- ベネフレックス
- ヒスコム
- 北陸ロジスティクス
- 北陸コカ・コーラプロダクツ
- 北陸マシンテクノサービス
- 北陸リサイクルセンター
- なぶーる
- ジー・アール・エヌ - GRNは「GLOBAL REFRESHMENT NETWORK」の略語で、「地球規模で消費者にリフレッシュメントを届ける」という企業理念を表している。2015年に当時ベースボール・チャレンジ・リーグの富山サンダーバーズと命名権契約を締結。